# NHL 2K9
NHL 2K9 är ett ishockeyspel utvecklat av Kush Games och Visual Concepts, samt utgivet 2008 av 2K Sports till Playstation 2, Playstation 3, Wii och Xbox 360. Spelomslaget pryds av Rick Nash, som då spelade för Columbus Blue Jackets. En demoversion släpptes den 13 augusti  2008 till Playstation Network och den 21 augusti samma år till Xbox Live Marketplace (endast guld-medlemmar).

## Musik
- Bad Religion – "New Dark Ages"
- Genghis Tron – "Things Don't Look Good"
- High on Fire – "Rumors of War"
- Inner Circle – "Bad Boys"
- Joe Satriani – "Crowd Chant"
- Mastodon – "Iron Tusk"
- NOFX – "Linoleum"
- Operation Ivy – "Bankshot"
- Pennywise – "Knocked Down"
- Protest the Hero – "Goddess Gagged"
- Recliner – "Find a Way"
- The Night Marchers – "Closed for Inventory"
- The Offspring – "Nitro (Youth Energy)"
- Ramones – "Blitzkrieg Bop"
- Lupe Fiasco - "Superstar"

### Fotnoter
1. ↑  ”NHL 2K9”. 2K Sports. Arkiverad från originalet den 16 november 2013. https://web.archive.org/web/20131116061025/http://2ksports.com/games/nhl2k9. Läst 21 maj 2014.
2. ↑  Bill Barnwell (29 augusti 2008). ”NHL 2K9's Gone Gold - Xbox 360 News at IGN”. Xbox360.ign.com. http://xbox360.ign.com/articles/906/906557p1.html. Läst 21 maj 2014.
3. ↑  Steve OS (15 maj 2008). ”2K Sports Signs NHL All-Star Rick Nash to be Cover Athlete for NHL 2K9” (på engelska). Operation Sports. Arkiverad från originalet den 28 december 2014. https://web.archive.org/web/20141228180939/http://www.operationsports.com/news/249422/2k-sports-signs-nhl-all-star-rick-nash-to-be-cover-athlete-for-nhl-2k9/. Läst 21 maj 2014.